# Tisiphonos von Pherai
Tisiphonos (altgriechisch Τισίφονος Tisíphonos, auch Teisiphonos; † 355/4 v. Chr.), Sohn des Jason von Pherai, war ein Tyrann von Pherai in Thessalien.
Tisiphonos war der älteste der drei Söhne des Tyrannen Jason von Pherai, seine Brüder waren Lykophron II. und Peitholaos. Im Jahr 358 v. Chr. unterstützten die Brüder ihre Schwester Thebe bei der Ermordung von deren Gemahl und Cousin Alexandros, worauf Tisiphonos als ältester die Tyrannis in Pherai übernahm. Dem in augusteischer Zeit schreibenden Konon zufolge war Tisiphonos allerdings nur pro forma Tyrann, während seine ältere Schwester Thebe die tatsächliche Macht innegehabt habe.
Gestützt auf ein Söldnerheer setzten er und seine Brüder die Politik ihrer Vorgänger zur Etablierung einer Tyrannis über ganz Thessalien fort, indem sie das Amt der tagie zurückzugewinnen strebten, das Alexandros zuvor verloren hatte. Dies provozierte den Widerstand des alten thessalischen Adels unter den Aleuaden aus Larisa, die deshalb ein Bündnis mit Philipp II. von Makedonien suchten, der im Jahr 357 v. Chr. erstmals in Thessalien intervenierte und die Machthaber von Pherai in ihre Schranken verwies. Er zog sich aber bald wieder nach Makedonien zurück, offenbar nachdem er sein Verhältnis zu ihnen geregelt hatte.
Tisiphonos starb 355 oder im Frühjahr 354 v. Chr. und seine Brüder Lykophron II. und Peitholaos traten seine Nachfolge in Pherai an.